# Loucká
Obec Loucká se nachází v okrese Kladno, kraj Středočeský. Rozkládá se asi dvacet pět kilometrů severovýchodně od Kladna a sedmnáct kilometrů severovýchodně od města Slaný. Žije zde 143 obyvatel.
Na západ od obce je železniční zastávka Loucká, na jihovýchodě letiště Sazená.

## Historie
První písemná zmínka o obci pochází z roku 1720.

### Územněsprávní začlenění
Dějiny územněsprávního začleňování zahrnují období od roku 1850 do současnosti. V chronologickém přehledu je uvedena územně administrativní příslušnost obce v roce, kdy ke změně došlo:
- 1850 země česká, kraj Praha, politický okres Mělník, soudní okres Roudnice[4]
- 1855 země česká, kraj Litoměřice, soudní okres Roudnice[4]
- 1868 země česká, politický i soudní okres Roudnice[4]
- 1939 země česká, Oberlandrat Mělník, politický i soudní okres Roudnice nad Labem[5]
- 1942 země česká, Oberlandrat Praha, politický i soudní okres Roudnice nad Labem[6]
- 1945 země česká, správní i soudní okres Roudnice nad Labem[7]
- 1949 Ústecký kraj, okres Roudnice nad Labem[8]
- 1960 Středočeský kraj, okres Kladno[9]

## Doprava
- Silniční doprava – Do obce vede silnice III. třídy.
- Železniční doprava – Obec Loucká leží na železniční trati 095 Vraňany - Zlonice. Jedná se o jednokolejnou regionální trať, doprava byla v tomto úseku trati zahájena roku 1900. Přepravní zatížení tratě 095 v úseku Straškov - Zlonice v pracovní dny roku 2011 bylo minimální, jen 2 páry osobních vlaků.[10] Na území obce leží mezilehlá železniční zastávka Loucká.
- Autobusová doprava – Obcí projížděla v pracovních dnech září 2011 autobusová linka Poštovice-Velvary-Velká Bučina (7 spojů tam i zpět) (dopravce ČSAD Slaný, a.s.).[11]